# ریشه‌های آسمان
ریشه‌های آسمان (فرانسوی: Les Racines du ciel‎) کتابی به قلم رومن گاری است که توسط انتشارات گالیمار منتشر شد. این کتاب در سال ۱۹۶۵ برنده جایزه گنکور شده‌است. سیلویا بجانیان این رمان را در ۱۳۶۹ (نشر علم) و منوچهر عدنانی آن را در ۱۳۷۸ (نشر ثالث) به فارسی برگرداندند.